# Station Fontaine-Valmont
Station Fontaine-Valmont is een spoorwegstation langs spoorlijn 130A (Charleroi - Erquelinnes) in Fontaine-Valmont, een deelgemeente van de gemeente Merbes-le-Château. Het is nu een stopplaats.

## Treindienst
| Serie       | Treinsoort               | Route                                                                     | Bijzonderheden                                                                            |
| ----------- | ------------------------ | ------------------------------------------------------------------------- | ----------------------------------------------------------------------------------------- |
| S 63        | S-trein Charleroi (NMBS) | Charleroi-Centraal – Fontaine-Valmont – Erquelinnes – Maubeuge            | Tijdens de spits extra ritten Charleroi-Centraal-Erquelinnes. Rijdt in het weekend 1×/2u. |
| P 7750/8750 | Piekuurtrein (NMBS)      | [ Erquelinnes – Fontaine-Valmont – ] / [ Ottignies – ] Charleroi-Centraal | Rijdt alleen op werkdagen.                                                                |

## Reizigerstellingen
De grafiek en tabel geven het gemiddeld aantal instappende reizigers weer op een week-, zater- en zondag.
| Tabel: aantal instappende reizigers station Fontaine-Valmont | Tabel: aantal instappende reizigers station Fontaine-Valmont | Tabel: aantal instappende reizigers station Fontaine-Valmont | Tabel: aantal instappende reizigers station Fontaine-Valmont |
|                                                              | Weekdag                                                      | Zaterdag                                                     | Zondag                                                       |
| ------------------------------------------------------------ | ------------------------------------------------------------ | ------------------------------------------------------------ | ------------------------------------------------------------ |
| 1977                                                         | 199                                                          | 59                                                           | 42                                                           |
| 1978                                                         | 199                                                          | 60                                                           | 30                                                           |
| 1979                                                         | 227                                                          | 80                                                           | 47                                                           |
| 1980                                                         | 183                                                          | 64                                                           | 38                                                           |
| 1981                                                         | 184                                                          | 66                                                           | 51                                                           |
| 1982                                                         | 195                                                          | 83                                                           | 59                                                           |
| 1983                                                         | 193                                                          | 44                                                           | 24                                                           |
| 1984                                                         | 180                                                          | 53                                                           | 25                                                           |
| 1985                                                         | 175                                                          | 38                                                           | 47                                                           |
| 1986                                                         | 175                                                          | -                                                            | 45                                                           |
| 1987                                                         | 131                                                          | -                                                            | 35                                                           |
| 1988                                                         | 149                                                          | -                                                            | 29                                                           |
| 1989                                                         | 199                                                          | -                                                            | 40                                                           |
| 1990                                                         | 134                                                          | -                                                            | 44                                                           |
| 1991                                                         | 128                                                          | -                                                            | 44                                                           |
| 1992                                                         | 132                                                          | 38                                                           | 43                                                           |
| 1993                                                         | 140                                                          | 37                                                           | 20                                                           |
| 1994                                                         | 159                                                          | 35                                                           | 37                                                           |
| 1995                                                         | 110                                                          | 32                                                           | 19                                                           |
| 1996                                                         | 107                                                          | 30                                                           | 21                                                           |
| 1997                                                         | 132                                                          | 34                                                           | 30                                                           |
| 1998                                                         | 121                                                          | 30                                                           | 20                                                           |
| 1999                                                         | 109                                                          | 32                                                           | 24                                                           |
| 2000                                                         | 122                                                          | 36                                                           | 20                                                           |
| 2001                                                         | 97                                                           | 28                                                           | 17                                                           |
| 2002                                                         | 100                                                          | 19                                                           | 26                                                           |
| 2003                                                         | 109                                                          | 20                                                           | 24                                                           |
| 2004                                                         | 97                                                           | 26                                                           | 18                                                           |
| 2005                                                         | 117                                                          | 32                                                           | 10                                                           |
| 2006                                                         | 111                                                          | 26                                                           | 15                                                           |
| 2007                                                         | 117                                                          | 26                                                           | 12                                                           |
| 2008                                                         | -                                                            | -                                                            | -                                                            |
| 2009                                                         | 110                                                          | 19                                                           | 21                                                           |
| 2010                                                         | -                                                            | -                                                            | -                                                            |
| 2011                                                         | -                                                            | -                                                            | -                                                            |
| 2012                                                         | 130                                                          | 27                                                           | 17                                                           |
| 2013                                                         | 116                                                          | 22                                                           | 18                                                           |
| 2014                                                         | 112                                                          | 30                                                           | 33                                                           |
| 2015                                                         | 107                                                          | 10                                                           | 40                                                           |
| 2016                                                         | 112                                                          | 27                                                           | 21                                                           |
| 2017                                                         | 101                                                          | 30                                                           | 15                                                           |
| 2018                                                         | 79                                                           | 25                                                           | 24                                                           |
| 2019                                                         | 78                                                           | 27                                                           | 26                                                           |
| 2020                                                         | 72                                                           | 28                                                           | 14                                                           |
| 2021                                                         | -                                                            | -                                                            | -                                                            |
| 2022                                                         | 76                                                           | 44                                                           | 40                                                           |
| 2023                                                         | 83                                                           | 31                                                           | 27                                                           |
| 2024                                                         | 77                                                           | 20                                                           | 12                                                           |

0,0: Charleroi-Centraal ·
1,0: Marcinelle ·
1,8: La Villette ·
2,5: La Sambre ·
4,1: Marchienne-Zône ·
4,5: Jambe-de-Bois ·
8,0: Landelies ·
11,6: Hourpes ·
14,9: Thuin ·
16,9: Lobbes ·
21,8: Fontaine-Valmont ·
23,7: Labuissière ·
25,7: Solre-sur-Sambre ·
27,6: Erquelinnes-Dorp ·
29,1: Erquelinnes